# Detroit Lakes
Detroit Lakes ist eine Kleinstadt (mit dem Status „City“) und Verwaltungssitz des Becker County im mittleren Nordwesten des US-amerikanischen Bundesstaates Minnesota. Das U.S. Census Bureau hat bei der Volkszählung 2020 eine Einwohnerzahl von 9.869 ermittelt.

## Geografie
Detroit Lakes liegt am Detroit Lake auf 46°49′02″ nördlicher Breite und 95°50′43″ westlicher Länge. Der Ort erstreckt sich über 39,37 km², die sich auf 26,47 km² Land- und 12,90 km² Wasserfläche verteilen. Der Pelican River fließt durch die Stadt.
Benachbarte Orte von Detroit Lakes sind Audubon (12,2 km nordwestlich), Rochert (15,8 km ostnordöstlich), Frazee (16,3 km südöstlich) und Vergas (22,7 km südlich). 
Die nächstgelegenen größeren Städte sind Fargo in North Dakota (77,7 km westlich), Duluth am Oberen See (317 km östlich) und Minneapolis (320 km südöstlich).
Die Grenze zu Kanada befindet sich 263 km nördlich.

## Verkehr

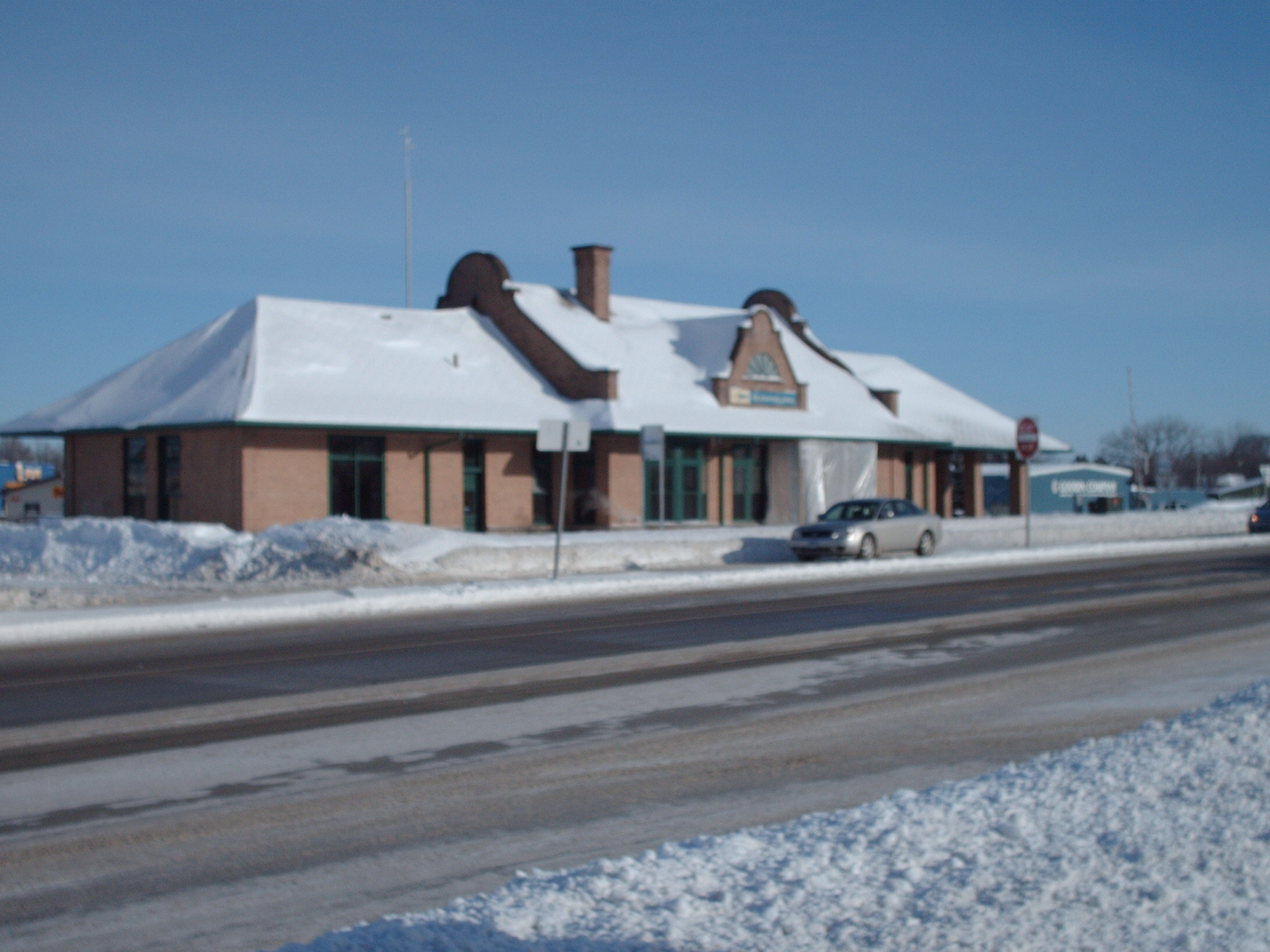
Amtrak-Station in Detroit Lakes

In Detroit Lakes kreuzt der von Nordwest nach Südost führende U.S. Highway 10 den in Nord-Süd-Richtung verlaufenden U.S. Highway 59 und die hier auf gleicher Strecke verlaufende Minnesota State Route 34. Alle weiteren Straßen sind untergeordnete und teils unbefestigte Fahrwege sowie innerörtliche Verbindungsstraßen.
Parallel zum US 10 verläuft eine Eisenbahnlinie der BNSF Railway, auf der auch der Empire Builder von Amtrak verkehrt und einen Zwischenhalt in Detroit Lakes einlegt. In der Stadt kreuzt eine von Nord nach Süd verlaufende Strecke der SOO Line Railroad.

Im Osten des Stadtgebiets befindet sich der Detroit Lakes Airport. Der nächste Großflughafen ist der 343 km südöstlich gelegene Minneapolis-Saint Paul International Airport.

## Demografische Daten
Nach der Volkszählung im Jahr 2010 lebten in Detroit Lakes 8569 Menschen in 3864 Haushalten. Die Bevölkerungsdichte betrug 323,7 Einwohner pro Quadratkilometer. In den 3864 Haushalten lebten statistisch je 2,13 Personen. 
Ethnisch betrachtet setzte sich die Bevölkerung zusammen aus 90,6 Prozent Weißen, 0,7 Prozent Afroamerikanern, 4,4 Prozent amerikanischen Ureinwohnern, 0,8 Prozent Asiaten, 0,1 Prozent Polynesiern sowie 0,6 Prozent aus anderen ethnischen Gruppen; 2,9 Prozent stammten von zwei oder mehr Ethnien ab. Unabhängig von der ethnischen Zugehörigkeit waren 1,6 Prozent der Bevölkerung spanischer oder lateinamerikanischer Abstammung. 
22,0 Prozent der Bevölkerung waren unter 18 Jahre alt, 56,2 Prozent waren zwischen 18 und 64 und 21,8 Prozent waren 65 Jahre oder älter. 52,8 Prozent der Bevölkerung war weiblich.

Das mittlere jährliche Einkommen eines Haushalts lag bei 39.914 USD. Das Pro-Kopf-Einkommen betrug 26.680 USD. 11,7 Prozent der Einwohner lebten unterhalb der Armutsgrenze.

## Bekannte Bewohner
- Collin Peterson (* 1944), Demokratischer Abgeordneter des US-Repräsentantenhauses – lebt in Detroit Lakes[5]
- Dave Reichert (* 1950), Republikanischer Abgeordneter des US-Repräsentantenhauses – geboren in Detroit Lakes[6]
- Adam Thielen (* 1990), American-Football-Spieler (Wide Receiver) der Minnesota Vikings – geboren in Detroit Lakes